# Estérelle Payany
Estérelle Payany est une journaliste et une auteure française, née à Istres (France) le 24 juillet 1975,.

## Biographie
Estérelle Payany est diplômée d’une maîtrise de Lettres Modernes obtenue à la Faculté d’Aix-Marseille en 1996 et d’un diplôme du Conservatoire National des Arts et Métiers (DESS et Diplôme Technique d’Ingénieur en Sciences de l'Information et de la Documentation Spécialisées) obtenu en 1997. Elle est titulaire d’un CAP de cuisine obtenu en 2018.

## Publications
Elle est l'auteure ou co-auteure de plus d'une trentaine de livres autour de la cuisine et de la gastronomie, dont L’Encyclopédie de la Cuisine Végétarienne,, parue aux éditions Flammarion, préfacée par le chef 3 étoiles Régis Marcon. L'ouvrage a été récompensé en 2016 par le Gourmand World Cookbook Award du meilleure livre de cuisine végétarienne.
Elle a publié en 2019 Cheffes : 500 femmes qui font la différence dans les cuisines de France, co-écrit avec la journaliste Vérane Frediani, paru aux Editions Nourriturfu, où sont recensés plus de 500 restaurants tenus par des cheffes-cuisinières en France,.
Elle a collaboré avec plusieurs publications : Elle, Régal, Le Parisien Magazine, Trois Étoiles, Marmiton…
Depuis 2015, elle est la critique gastronomique de Télérama Sortir.
Elle est chroniqueuse pour l'émission On va déguster de François-Régis Gaudry sur France Inter depuis 2016.
Elle apparaît comme experte et juré pour l’émission Un Chef à l’Oreille, diffusée sur France 2 en 2017.
Elle est également juré aux côtés de François-Régis Gaudry et Anne-Sophie Pic dans l’épisode 9 du concours culinaire américain Tout le monde à table (The Final Table) diffusée sur Netflix en novembre 2018,.

## Biographie
Estérelle Payany est diplômée d’une maîtrise de Lettres Modernes obtenue à la Faculté d’Aix-Marseille en 1996 et d’un diplôme du Conservatoire National des Arts et Métiers (DESS et Diplôme Technique d’Ingénieur en Sciences de l'Information et de la Documentation Spécialisées) obtenu en 1997. Elle est titulaire d’un CAP de cuisine obtenu en 2018.